# HMNB Clyde

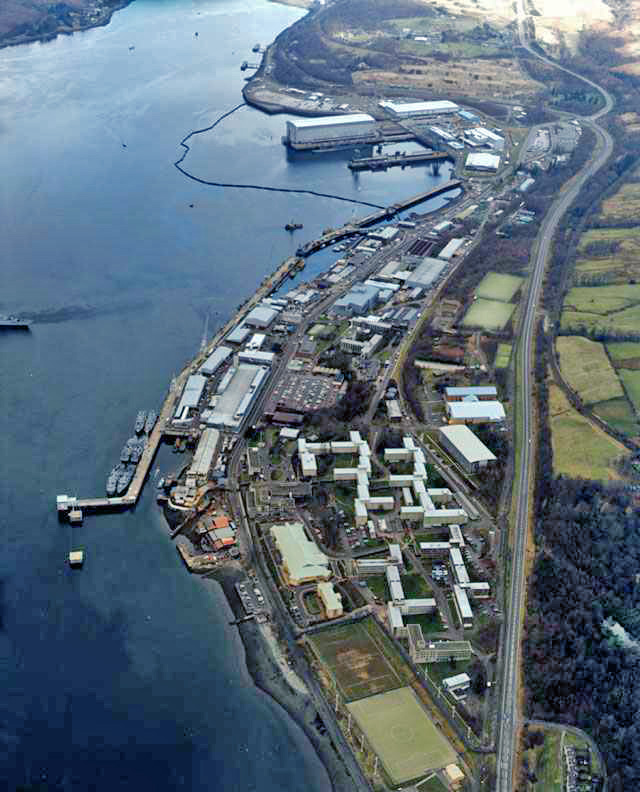
Widok na bazę HMNB Clyde od strony południowo-wschodniej

HMNB Clyde (ang. His Majesty's Naval Base) – jedna z trzech aktywnych obecnie baz operacyjnych brytyjskiej marynarki wojennej. Baza ta jest znana jako ważny element strategii odstraszania Zjednoczonego Królestwa, w postaci atomowych okrętów podwodnych uzbrojonych w pociski Trident. 
HMNB Clyde leży na wschodnim brzegu Gare Loch w "hrabstwie" Argyll i Bute, w Szkocji, na północ od zatoki Firth of Clyde i 25 mil (40 km) na zachód od Glasgow. Baza obejmuje szereg odrębnych miejsc, pośród których główna rolę odgrywają Faslane i Royal Naval Armaments Depot w Coulport.